# NGC 1082
NGC 1082 è una lontana galassia lenticolare situata nella costellazione dell'Eridano, a una distanza di circa 416 milioni di anni luce dalla nostra Via Lattea.

## Scoperta
La galassia è stata scoperta il 29 settembre 1886 dall'astronomo statunitense Lewis Swift.

## Descrizione
A sud-est di NGC 1082 si nota la presenza della piccola galassia SDSSJ024542.50-081059.0, indicata anche come NGC 1082-2. La piccola galassia è situata a una distanza paragonabile a quella di NGC 1082, per cui si ritiene che le due galassie formino una coppia di galassie interagenti.